# 労働省 (朝鮮民主主義人民共和国)
労働省（ろうどうしょう、朝鮮語: 로동성、漢字表記:勞動省）は、 朝鮮民主主義人民共和国の内閣中央行政機関で、労働条件の向上の改善、環境指導監督、労働者の人権厚生・職業安定と失業対策・職業訓練・労働組合指導管理・その他労働に関する事務を管掌する中央行政機関である。 北朝鮮社会主義体制をとっているため、労働省は市、郡、区の人民委員会の労働行政部門を通じて労働政策や行政に携わり、労働力需給の賃金など労働関連の計画を総合して国家計画委員会や財政省などと共に各部門の労働力を確定させ、市、郡、区の人民委員会の労働行政部門に示達している。 
労働省が毎年年末に提出する次年度の高等学校卒業予定者のうち、大学進学者の労働力源として供給することができる数を推定し、健康性の総合身体検査の後、各部門の労働力の需要による人材配置計画と技術、技能工の需要量を画定する。また専門技術を持つ人材のニーズに応じて技術訓練所職員を配置させたり、それに関連する教育訓練支援業務を行ったりもする。また一党独裁制を敷いているため、労働省は朝鮮労働党の決定や指示のもとに置かれる。（党が国を指導する体制は社会主義国ではよく見られる。）1948年9月2日 、北朝鮮の内閣設立と同時に設立された。 

## 歴史
- 1948年9月2日　労働省を設置

## 設置根拠と管轄業務
- 社会主義憲法
- 北朝鮮臨時人民委員会第29号決定、労働者と事務員の労働法令（1946. 06. 24 ）
- 社会主義労働法（1972 10 18）第1条
- 労働保護法（2010）

### 歴代労働相
- 許成沢   ： 1948年 9月2日 〜 1952年 5月
- 金元鳳   ： 1952年5月 〜 1958年 11月
- キムウンギ   ： 1958年11月 〜
- ベクソンイル   ： 1962年10月23日 〜
- 李元一   ： 1998年9月1日〜
- 鄭永洙   ： 2008年 〜2019年1月
- 尹江浩   ： 2019年1月 〜 2021年1月17日
- 陳金松   ： 2021年1月17日 〜

### 歴代労働副相
- 李承燁 1948年 9月2日 〜 1953年 8月 、 司法相兼労働省副相、内閣護衛室副室長兼務
- ベクウォンギ
- ギムウンギ 1957年 9月20日 〜 1958年 11月
- パク・テジュン

## 傘下機関
- 労働定量制定処
- 全朝鮮民主労働組合
- 朝鮮職業総同盟

## その他
内閣樹立以来、農繁期と夏、水害、災害期間のほか、 朝鮮人民軍（北朝鮮軍）の兵士や市の労働者、 人民委員会の事務員が農作業に無償で従事していた。しかし、2002年8月朝鮮労働党は北朝鮮軍以外の勤労奉仕を制限するように通達した。 8月下旬には貿易省キムヨンスル副長官は、在日朝鮮合弁経済交流協会の招請演説時、地方自治体の労働者と公務員が無償で農作業を手伝わないようになったため、農業のあり方を見直す必要性に言及した。 